# ويلينغتون غونسالفيس أموريم
ويلينغتون غونسالفيس أموريم (بالبرتغالية: Wellington Amorim‏) (23 يناير 1977 في البرازيل - ) هو لاعب كرة قدم برازيلي في مركز الهجوم. لعب مع أتلتيكو مينييرو وبوهانغ ستيلرز ونادي ساو كايتانو ونادي سبورت ريسيفه ونادي سيارا ونادي فورتاليزا ونادي فيغورينسي وNacional Esporte Clube Ltda ‏ وماريليا أتلتيكو ‏ وGuaratinguetá Futebol ‏ ونادي ميراسول ونادي أمريكا وفيلا نوفا أتليتيكو ‏ وIpatinga Futebol Clube ‏.

## وصلات خارجية
- ويلينغتون غونسالفيس أموريم على موقع دوري كوريا الجنوبية (الإنجليزية)
- ويلينغتون غونسالفيس أموريم على موقع قاعدة بيانات كرة القدم.إي يو (الإنجليزية)